# Dabbe 2
Dabbe 2 sau D@bbe 2 este un film de groază turcesc regizat, scris și produs de Hasan Karacadağ. Rolurile principale au fost interpretate de actorii Serdar Özer, Ebru Aykaç și Serhat Yiğit. Este o continuare a filmului Dabbe, care a fost lansat în 2006. Primul film a fost o adaptare a filmului japonez Kairo din 2001. Există, de asemenea, o adaptare americană a filmului Kairo, Pulse (Impuls ucigaș), lansat în 2006, cu Kristen Bell și Ian Somerhalder în rolurile principale.

## Rezumat
Dabbe se răspândește prin rețeaua de internet și ajunge în fiecare casă, acesta a preluat toate sistemele electromagnetice din lume, având sub comanda sa djinni și ființele din umbră. 
Pentru atacul final, se așteaptă un semn din ceruri. Semnul apocalipsei care este menționat în Coran și care va coborî brusc din ceruri este fumul; cu alte cuvinte, apocalipsa vine pe pământ. 
Un grup de oameni din Istanbul, fără să știe că se apropie ultimele ceasuri, va trăi oroarea întâlnirii cu acest dezastru întunecat și cu ființele misterioase.

## Distribuție
- Muharrem Dalfidan
- Incinur Dasdemir – Melis
- Leyla Göksun
- Deniz Olgac – Funda (ca Deniz Olgaç)
- Sefa Zengin

## Lansare și primire
Dabbe 2 a fost vizionat de 264.259 de persoane în cinematografele din Turcia.
A avut încasări de 1.982.397 lire turcești.